# Der Mann, der Poe sammelte
Der Mann, der Poe sammelte (englischer Originaltitel The Man Who Collected Poe) ist eine Kurzgeschichte des US-amerikanischen Schriftstellers Robert Bloch aus dem Jahre 1951.

## Inhalt
Bloch war zum Zeitpunkt der Veröffentlichung 34 Jahre alt und in den USA bereits ein bekannter Autor von Horror-, Fantasy- und Science-Fiction-Erzählungen.
Er stellte dieser Erzählung eine kurze Einleitung voran, in der er schilderte, warum er sie geschrieben habe: Er habe sich gefragt, ob der US-amerikanische Schriftsteller Edgar Allan Poe seine Geschichten wohl „heute noch“ [also 1951] hätte schreiben und verkaufen können. Deshalb habe er sich entschlossen, einen Text im Stile Poes und unter Verwendung von Versatzstücken aus Werken Poes, insbesondere aus Der Untergang des Hauses Usher, zu verfassen. Bloch sah seine Erzählung als Tribut an Poe, den er diesem wie jeder andere Fantasy-Schriftsteller zollen müsse.

“[…] It is a question I have sought to answer in the only possible way – by writing a story of Poe in the manner which Poe himself might have written it […] The result is, I believe, a “Poe story” in a rather unique and special sense […] as a tribute to a figure to whom I, like every other writer of fantasy, must own indebtedness.”

„[…] Das ist eine Frage, die ich in der einzig möglichen Art versucht habe zu beantworten – indem ich eine Poe-Geschichte so geschrieben habe, wie Poe sie geschrieben haben könnte […] Das Ergebnis ist, wie ich meine, eine „Poe-Geschichte“ in einem ziemlich einzigartigen und besonderen Sinne […] als Tribut an eine Person, der ich, wie jeder andere Fantasy-Autor, zu Dank verpflichtet sein muss.“

Bloch schilderte in seiner Erzählung ein Treffen zweier bibliophiler Sammler von Werken und Memorabilia Edgar Allan Poes, der von 1809 bis 1849 lebte und unter bis heute ungeklärten Umständen starb.
Die Kurzgeschichte beginnt mit dem (von Bloch leicht abgewandelten) einleitenden Satz aus einer von Poes berühmtesten Erzählungen, dem Untergang des Hauses Usher: During the whole of a dull, dark, and soundless day in the autumn of the year, when the clouds hung oppressively low in the heavens, I had been passing alone, on horseback … (An einem dunklen, stummen Herbsttage, an dem die Wolken tief und schwer fast bis zur Erde herabhingen, war ich lange Zeit durch eine eigentümlich trübe Gegend geritten …). Bloch änderte diesen nur geringfügig, indem er in dieser Passage on horseback (geritten) durch by automobile ([mit dem Auto] gefahren) ersetzte, um deutlich zu machen, dass seine Erzählung nicht im 19. Jahrhundert wie bei Poe, sondern in der Gegenwart spielte, und zwar im Bundesstaat Maryland, an der Ostküste der USA.
Beide, der namenlose Ich-Erzähler und der Sammler Launcelot Canning, haben sich erst Tage zuvor bei einem Sammlertreffen in Washington, D.C. kennen gelernt. Nachdem sie festgestellt hatten, dass sie beide Poe-Sammler waren, lud Canning, der von sich behauptete, der weltweit führende Poe-Sammler zu sein, sein Gegenüber ein, ihn zu besuchen, um den Wahrheitsgehalt der Behauptung prüfen und die Sammlung zu begutachten.
Obwohl es dem Erzähler widerstrebte, der Einladung nachzukommen, willigte er doch ein, da ihn die Persönlichkeit Cannings interessierte; denn der Erzähler bemerkte, dass Cannings Physiognomie wie aus einer von Poes Horrorgeschichten zu stammen schien. So besucht er ihn auf dessen Anwesen, das ebenfalls wie aus Poes Werken erschien.
Canning zeigt seine Sammlung, wobei sich herausstellt, dass er Erstausgaben eines jeden Poe-Werkes besitzt, darunter zwei unterschiedliche des (damals wie heute) seltensten: Tamerlane and Other Poems. Darüber hinaus umfasst die Sammlung zahlreiche weitere Raritäten, wie zahlreiche Briefe und persönliche Gegenstände Poes aus allen Lebensphasen. Nebenbei berichtet Canning, dass sein Großvater bereits 80 Jahre zuvor (also ca. 1870) in Baltimore, der Stadt, in der Poe 1849 gestorben war, den Grundstein für diese Sammlung und die damit verbundene Sammelleidenschaft gelegt habe. So war sein Großvater u. a. für die Umbettung von Poes Leichnam verantwortlich. Je mehr die Sammlung und damit die Sammelleidenschaft des Großvaters wuchsen, desto mehr zog er sich aus der Öffentlichkeit zurück und lebte nur noch auf seinem nach eigenen Entwürfen gebauten Anwesen und für seine Obsession. Der Großvater unterhielt regen Briefkontakt zu allen Personen, die Poe persönlich gekannt hatten, und unternahm Reisen zu allen Orten, an denen Poe sich aufgehalten hatte, wobei er, wo immer sich die Gelegenheit ergab, Briefe Poes und sonstige Memorabilien erwarb – oder sogar stahl.
Je mehr Canning dieses an Besessenheit grenzende Verhalten schildert, desto mehr fragt sich der Ich-Erzähler, was den Großvater bewogen haben könnte, sich so für Poes Leben und Werk zu interessieren. Auf die Frage, in welcher Beziehung, freundschaftlich oder sogar verwandtschaftlich der Großvater zu Poe gestanden habe, erwidert Canning, dass er sich das ebenfalls schon lange frage, aber bisher keinerlei Beleg für eine Verwandtschaft gefunden habe, sich dieses Verhalten aber gleichzeitig anders auch nicht erklären könne. Nach dem Tod des Großvaters setzte dessen einziger Sohn und Vater des Gastgebers die Sammelleidenschaft ungebrochen fort. Da er wohlhabend und wirtschaftlich unabhängig war, verbrachte er seine Zeit ausschließlich mit weiteren Forschungen, um endlich den Beweis erbringen zu können, dass tatsächlich eine Blutsverwandtschaft zu Poe besteht.
Aufenthalt und Gespräch mit Canning ziehen sich mehr und mehr in die Länge, sodass der Gastgeber seinem Gast ein Glas Amontillado anbietet. Im weiteren Verlauf trinken beide viel, während der Gast immer weitere Memorabilien betrachtet und so einen immer tieferen Einblick in die Sammelleidenschaft seines Gastgebers und dessen Vorfahren erhält. Durch den Alkohol angeregt, wird Canning immer gesprächiger und erzählt von der Suche seines Vaters, die aber fruchtlos blieb, obwohl auch er immer weitere Memorabilien zusammentrug. Schließlich führt er seinen Gast in ein tiefes Kellergewölbe, in dem seinerzeit der Großvater zusammengebrochen gefunden wurde und danach monatelang im Delirium dahinsiechte, bis er schließlich dem Wahn verfallen starb.
Cannings Großvater brach vor einem mit einer schweren Eisentür verschlossenen Raum zusammen. Dieser Raum war das Zentrum seiner Poe-Sammlung. Es stellt sich heraus, dass der Großvater nicht nur die Umbettung initiiert, sondern bei der Gelegenheit den Sarg samt Leichnam entwendet hat, um ihn in sein Kellergewölbe zu bringen.
Währenddessen braut sich ein Unwetter zusammen, ähnlich jenem in Der Untergang des Hauses Usher. Der Ich-Erzähler, der nun zwar zum einen meint, er habe das Familiengeheimnis der Cannings aufgedeckt, andererseits aber zweifelnd angesichts des Gesehenen und des Gehörten, eine Täuschung oder Ähnliches vermutet, will nur noch aus dem Haus und von seinem offensichtlich wahnsinnigen Gastgeber fliehen, doch dieser bittet ihn angesichts des heraufziehenden Unwetters inständig zu bleiben. Um den Gast zum Bleiben zu bewegen, übergibt er ihm mehrere Manuskripte, darunter The Further Adventures of Arthur Gordon Pym (Die weiteren Abenteuer des Arthur Gordon Pym), anscheinend die Fortsetzung von The Narrative of Arthur Gordon Pym of Nantucket, die sich als unveröffentlichte Werke Poes herausstellen. Doch wieder zweifelt der Besucher. Daraufhin fordert ihn Canning auf, Handschrift und Stil der Dokumente zu vergleichen. Beides scheint von Poe zu sein, doch plötzlich erkennt der Erzähler, dass das Papier der Manuskripte ein – modernes – Wasserzeichen aufweist sowie die Jahreszahl 1949 – also zwei Jahre vor der aktuellen Handlung und 100 Jahre nach Poes Tod.
Nun vollends entnervt, glaubt der Gast, Opfer eines großen Schwindels zu sein und schreit den Gastgeber an, er solle nun endlich gestehen, dass er diese Dokumente gefälscht habe. Canning gesteht schließlich, dass es ihm gelungen sei, die sterblichen Überreste Poes wieder zum Leben zu erwecken, dass Poe in dem Kellerraum lebe und es sich tatsächlich um von ihm – nach seinem offiziellen Tod – verfasste Werke handelte. Als Beweis wolle er dem Gast Poe zeigen, doch er schrecke davor zurück, denn Poe, der als Wiedererweckter weder Essen noch Getränke brauche, hasse ihn, da er auf immer in dem Gewölbe eingeschlossen ist, dazu verdammt, weiter zu schreiben.
Schließlich eskaliert die Situation: Das Tosen des Unwetters mischt sich mit Geräuschen aus dem Kellerverlies und dem Schreien Cannings, der den Gast nochmals inständig bittet zu bleiben, da Poe nun aus seinem unterirdischen Gefängnis ausgebrochen sei und heraufkomme. Der Besucher stößt in dem nun entstehenden Chaos einen Kandelaber um, dessen Kerzen den Raum in Brand setzen. Nachdem der Sturm die Fenster aufgerissen und das Feuer angefacht hat, springt die Tür auf, in der nun der wiederauferstandene Edgar Allan Poe steht. Die Szene kulminiert darin, dass Poe auf Canning zugeht, ihn umklammert und mit sich in die Flammen schleppt.
Als der Erzähler aus dem Haus flieht und zurückblickt, sieht er nur noch, wie die Flammen das Anwesen mitsamt Edgar Allan Poe und dem Mann, der Poe sammelte, verzehren.

## Bezüge auf und Anleihen bei Poe
Bloch nimmt in seiner Kurzgeschichte hauptsächlich Bezug auf Der Untergang des Hauses Usher, aber er erwähnt auch andere Werke Poes oder macht Anleihen bei Berenice, Das Fass Amontillado oder Die Tatsachen im Fall Waldemar.

## Publikationsgeschichte und Übersetzungen
Die Geschichte wurde zum ersten Mal 1951 in der Oktoberausgabe des US-Magazins Famous Fantastic Mysteries veröffentlicht. Sie war die einzige Erzählung, die Bloch für dieses Magazin schrieb. 1988 erschien die bisher einzige deutsche Übersetzung Der Mann, der Poe sammelte im zweiten Teil des Heyne-Taschenbuchs Top Fantasy. Die Übersetzung stammt von Edda Werfel.
Das Original von Blochs Typoskript befindet sich heute im Privatbesitz des Poe-Sammlers Peter Fawn, der es für US $ 3.500.- erwarb. Fawn gehört zum Vorstand des Poe-Museums in Richmond, Virginia.
Laut Bloch war der Poe-Biograf und -Forscher Thomas Ollive Mabbott einer der Ersten, der die Erzählung las. Mabbott hatte 1942 ein erst 1909 bekannt gewordenes literarisches Fragment Poes aus dessen letztem Lebensjahr 1849 veröffentlicht – es trägt den provisorischen Titel Der Leuchtturm (The Lighthouse). Mabbott fragte Bloch, ob dieser Interesse habe, The Lighthouse, das lediglich aus vier handschriftlichen Seiten mit ca. 600 Wörtern bestand, im Stile Poes zu Ende zu schreiben. Bloch willigte ein, Mabbott schickte ihm das Fragment und Bloch veröffentlichte seine Fassung von The Lighthouse 1953 in der Januar/Februar-Ausgabe des US-amerikanischen Fantasy-Magazins Fantastic.

## Verfilmung
Der Mann, der Poe sammelte wurde 1967 als Finale für den britischen Episoden-Horrorfilm Der Foltergarten des Dr. Diabolo (englischer Originaltitel: Torture Garden; Foltergarten) verwendet. Peter Cushing spielte darin den Poe-Sammler Lancelot [sic!] Canning, der von Ronald Wyatt, einem anderen Poe-Sammler (dem namenlosen Ich-Erzähler in Blochs Kurzgeschichte), gespielt von Jack Palance, besucht wird.

## Ausgaben
- Robert Bloch: The Man Who Collected Poe. In: Famous Fantastic Mysteries. Oktober 1951, S. 98–105.
- Edda Werfel: Der Mann, der Poe sammelte. In: Josh Pachter (Hrsg.): Top Fantasy. Zweiter Teil. Band 4518, Heyne, München 1988, S. 63–84.